# Zhu Qianwei
Zhu Qianwei (en xinès: 朱倩蔚; Xangai, 28 de setembre de 1990) és una nedadora xinesa i medallista olímpica.

## Trajectòria
El 2008 va participar per primera vegada en uns Jocs Olímpics, quan encara no havia complert els 18 anys, en els 200 m lliure, quedant fora de les semifinals. També va participar en els 4x200 m lliure, guanyant la medalla de plata amb un temps de 7:45,93, aconseguint a més el rècord asiàtic de la prova. Amb 19 anys va participar en el Campionat Mundial de Natació de 2009, guanyant una medalla d'or després de fer un temps de 7:42,08. Posteriorment va participar en el Campionat Mundial de Natació en Piscina Curta de 2010, on va guanyar una medalla d'or en la prova de 4x200 m lliure, i una medalla de bronze en els 4x100 m lliure. Un any més tard va guanyar dues medalles de bronze en les Universiadas, i una altra de bronze al Campionat Mundial de Natació de 2011. En 2012 es van celebrar els Jocs Olímpics de Londres 2012. Va participar en la modalitat de 50 metres lliure, on va quedar eliminada malgrat haver guanyat la sèrie en la qual va nedar, i també en la prova de 4x200 m lliure, on va córrer les sèries, però no la final, on va quedar en sisena posició l'equip xinès.